# Hemistola christinaria
Hemistola christinaria là một loài bướm đêm trong họ Geometridae.